# Persona non grata (film, 2019)
Pour les articles homonymes, voir Persona non grata (homonymie).
Pour plus de détails, voir Fiche technique et Distribution.
Persona non grata est un film français réalisé par Roschdy Zem, sorti en 2019.
Le scénario est coécrit par Olivier Gorce et Roschdy Zem. Il s'agit d'un remake du film brésilien O Invasor, sorti en 2002 et réalisé par Beto Brant.

## Synopsis
Deux amis, José Nunes et Maxime Charasse, sont associés minoritaires dans une entreprise de BTP en difficulté, sur la côte languedocienne. Devant la nécessité de protéger leurs intérêts, ils contactent un inconnu qui doit éliminer leur autre associé. Peu de temps après, ledit associé et sa femme sont tués. Si Maxime et José ne sont pas suspectés par la police, ils ignorent totalement avec qui ils ont fait « affaire ».

## Fiche technique
- Titre original : Persona non grata
- Réalisation : Roschdy Zem
- Scénario : Olivier Gorce et Roschdy Zem, d'après le film O Invasor de Beto Brant
- Musique : Nathaniel Méchaly
- Photographie : Renaud Chassaing
- Montage : Monica Coleman
- Décors : Jérémie Duchier
- Costumes : Sabrina Riccardi
- Production : Emmanuel Agneray
- Société de production : Bizibi ; SOFICA : Manon 9, SG Image 2017
- Société de distribution : Mars Distribution (France)
- Pays de production :  France
- Langue originale : français
- Genre : drame, thriller
- Durée : 92 minutes
- Dates de sortie :
  - France : 17 juillet 2019

## Distribution
- Nicolas Duvauchelle : José Nunes
- Raphaël Personnaz : Maxime Charasse
- Roschdy Zem : Moïse
- Nadia Tereszkiewicz : Anaïs
- Anne Charrier : Ella
- Sarah Pasquier : Jelena
- Hafsia Herzi : Iris
- Fred Ulysse : Serge Laffont
- Frédéric Pierrot : Eddy Laffont
- Garance Richir : Lili
- Arsène Mosca : Hugo
- Matthieu Rozé : Micolini
- Alexandrina Turcan : Natasha
- Chloé Jamme : Zoé
- Aurélie Turlet : Solange
- Gilles Cohen : Jérôme
- Manuel Blanc : Chargé d'affaires
- Jean-François Malet : Weller

## Production
Le projet est révélé par Roschdy Zem en août 2017 durant le Festival du film francophone d'Angoulême : « J'ai terminé il y a quelques mois maintenant un scénario, avec mon compère Olivier Gorce. C'est une adaptation d'un film brésilien intitulé O Invasor. Ça veut dire l'intrus. J'ai écrit pour Nicolas Duvauchelle et Raphaël Personnaz entre autres. J'espère tourner début 2018. Le thème est assez simple : ce sont deux hommes tout à fait ordinaires, qui ne sont pas des bandits, pas des voyous, qui vont commettre un crime. Le film va raconter les conséquences de ce crime, au sein d'abord de leur relation entre eux, de leur relation intime avec leur femme respective, et leurs relations professionnelles. Ce sont les conséquences sur un acte qui vous dépasse. »
Le tournage a lieu dans la région Occitanie, notamment à Montpellier et ses environs. Il débute en avril 2018 pour une durée d'environ 8 semaines,.

## Accueil

### Accueil critique
Le site Allociné propose une moyenne de 2,9/5 à partir de l'interprétation des critiques de presse rencensées[réf. souhaitée]. Pour la revue Les Fiches du cinéma, « le récit maintient la tension jusqu'au bout », même si le « scénario et son dénouement sont attendus ». Première apprécie « une mise en scène musclée, une caméra au plus près des visages, et le plaisir de voir le film d’un cinéaste qui sait se remettre en question à chaque fois ». Le magazine ajoute que « le duo de comédiens fonctionne » mais regrette que le personnage interprété par Roschdy Zem vienne ensuite « dérégler la mécanique ».